# Andrew Grima

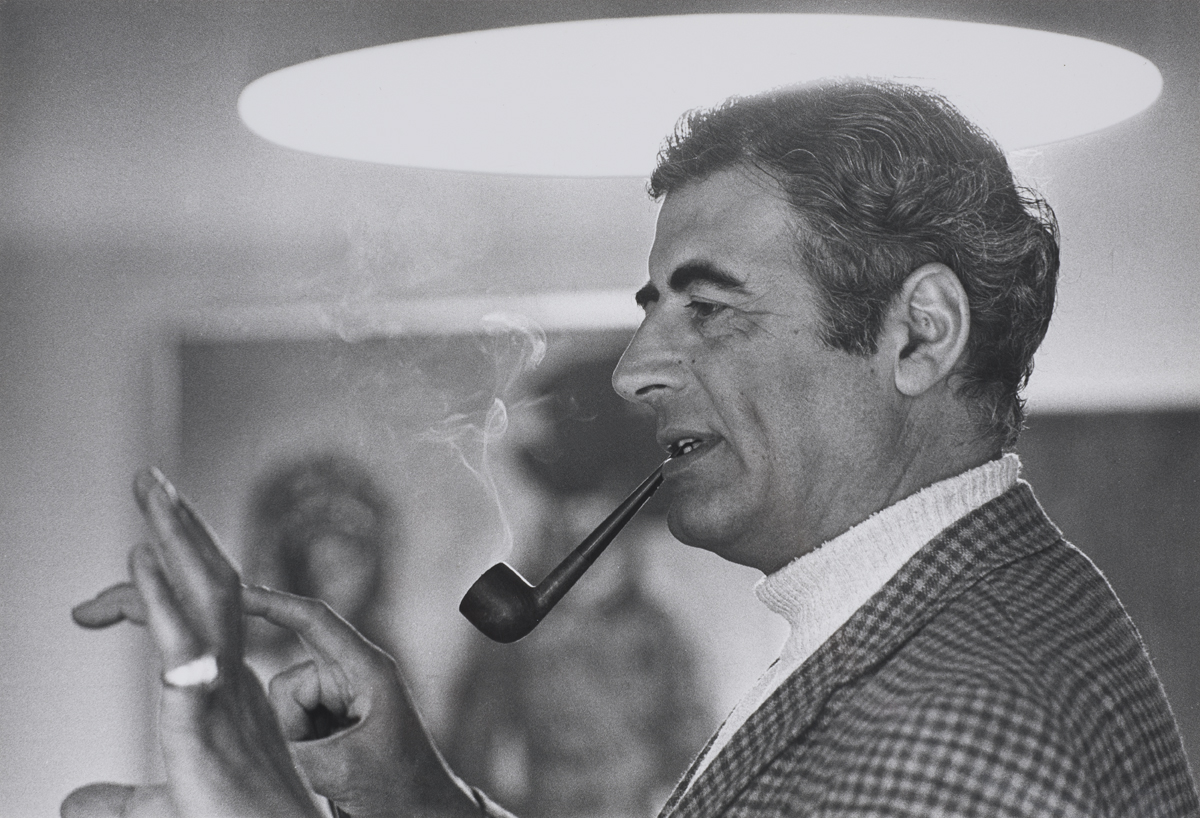
Andrew Grima, 1969

Andrew Grima (* 31. Mai 1921 in Rom; † 26. Dezember 2007 in Gstaad) war ein britischer Schmuckdesigner. Er entwarf seinen Schmuck unter anderem für das britische Königshaus.

## Leben
Andrew Grima wurde 1921 in Rom geboren. Zum Beruf des Schmuckdesigners kam er im Jahre 1946, nach fast fünfjähriger Tätigkeit als Ingenieur bei der siebten indischen Division in Burma. Danach schloss er sich dem Schmuckgeschäft seines zukünftigen Schwiegervaters in London an, wo er die Verantwortung für das Schmuckdesign übernahm.
In den 1960er und 1970er Jahren avancierte er zum führenden Designer im West End von London und verkaufte seine Einzelstücke in einer exklusiven Galerie in Knightsbridge. Er eröffnete ein Geschäft in der Jermyn Street im Herzen von London, und 1966 erhielt er die königliche Zusicherung für Schmucklieferungen für zwanzig Jahre, bis er 1986 in die Schweiz umzog. Während dieser Zeit haben ihn die Queen Mother, Princess Margaret, Princess Anne, The Duke of Edinburgh, Barbara Hepworth und Jacqueline Onassis beauftragt, Schmuck zu entwerfen.
1969 bekam Andrew Grima von Omega den Auftrag zum Entwurf einer neuen Uhrenkollektion, die als „About Time“ bekannt wurde. In den 1970er Jahren eröffnete Andrew Grima Galerien in New York, Sydney und Tokio. 1974 wurde Grima von einem Agenten der Time Computer Inc. angesprochen, eine Pulsar-LED-Uhren-Linie zu kreieren. Er entwarf eine kleine Serie von Uhren, zwölf davon wurden produziert, elf in 18 Karat Gold und eine in Sterlingsilber.

## Arbeiten
Der Name Grima gewann mit dem feinkörnigen Schmuck große Anerkennung auf der Ausstellung internationaler Schmuckwaren im Jahr 1961. Seine charakteristischen Entwürfe aus Edelmetallen wie 18 Karat Gold und Platin zeichneten sich durch strukturierte, organische und scheinbar willkürlich abstrakte Formen aus. Die in den 1960er und 1970er Jahren gemachten Schmuckstücke werden bis heute oft kopiert. Stücke von Grima sind immer mit AG oder GRIMA gestempelt und begehrt bei Sammlern.
Grima interessierte sich für die organischen Schmuckentwürfe und entschied sich früh, die Formen und Materialien des klassischen Schmuckdesigns zu meiden. Seine Arbeit konzentrierte sich auf exotische Steine, Perlen oder granulierte Bergkristalle, deren optische Wirkung mehr Gewicht hatten als ihr wahrer Wert. Edelsteine, wenn nötig, wurden als ganzheitliche Einheit in die Schmuckstücke eingebaut und nicht als Mittelpunkt gesehen.
Er experimentierte auch mit Objekten aus der Natur. Er wandelte beispielsweise ein Stück Flechte, das ihm von der HRH Prinzessin Margaret geschickt wurde, mit Gelbgold überdeckt mit brillantgeschliffenen Diamanten um in eine Brosche. Er entwarf ebenfalls Blätter und andere Naturobjekte, welche die Basis vieler seiner früheren Entwürfe darstellten. Diese Materialien und Methoden wurden zu seinem Markenzeichen. Heute entwerfen seine Frau Jojo und Tochter Francesca Schmuckstücke in dem Gstaader Geschäft. Zusätzlich gibt es jedes halbe Jahr eine Ausstellung in London.

## Auszeichnungen
In den 1960er Jahren gewann Andrew Grima zwölf De Beers Diamond International Awards.